# Vrgorac
Vrgorac  (udtale: [ʋř̩ɡorats], italiensk: Vergoraz) er en by i det Kroatiske distrikt Split-Dalmatia (kroatisk Splitsko-dalmatinska župija).

## Geografi
Vrgorac ligger Dalmatiens bagland lige bag bjergmassivet Biokovo. Byen er forbundet med Makarska via statsvej D62 og den spektakulære panoramavej D512 (afstand: 36 kilometer). Split ligger 98, Mostar 50 kilometer væk. Vrgorac ligger på en bjergsadel i udkanten af den frugtbare Vrgoračko Polje.

## Historie
Det gamle navn Vrhgorac henviser til byens beliggenhed på et bjerg. Vrgorac blev en del af det Osmanniske Rige sammen med Hercegovina i 1483. I november 1690 blev den erobret af venetianerne og indlemmet i Dalmatien, hvis skæbne den delte fra da af.
Under 2. verdenskrig (1942) gennemførte serbiske irregulære, såkaldte tjetniker, massakrer i Zabiokovlje i landsbyer, der tilhørte Vrgorac. Mellem 141 og 147 civile kroater blev dræbt, og 702 huse blev plyndret og brændt ned. Ofrene omfattede præster, kvinder og børn.